# محيط الحزن (كتاب)
بيشاد شيندو أو محيط الحزن (البنغالية : বিষLAদ-সিন্ধু ، تُترجم إلى: محيط الحزن) هي رواية ملحمية بنغالية بقلم مير مشرف حسين، أول كاتب وروائي شيعي بنغالي حديث. تُعتبر هذه الرواية عملًا محوريًّا في الأدب البنغالي، وأروع إنجاز أدبي لحسين، حيث تروي الرواية الرواية الشيعية لحياة حفيدَيْ النبي محمد ( الحسن والحسين) ومعركة كربلاء.
نُشرت رواية محيط الحزن في الأصل على ثلاثة أجزاء في أعوام 1885 و1887 و1891 على التوالي؛ ونُشرت الرواية بالكامل لأول مرة في عام 1891. ولكنها لا تُحدد تاريخ كربلاء، أو موقع جبهة الحسين، أو مكان مقتله.
ويحتوي الكتاب على الكثير من اللغة الشعرية، والعديد من المشاهد الدرامية. في وقت تأليفه، لم يكن هناك سوى عدد قليل من الروايات المنشورة باللغة البنغالية، وكان مشرف حسين جزءًا من مجتمع من الكتاب الذين يعملون على ريادة تقليد جديد للروايات باللغة البنغالية. كُتبَت الرواية باللغة الشادهوبهاشية، وهي شكل سنسكريتي للغاية من اللغة البنغالية. وقد ترجمها لأول مرة الأستاذ فخر العالم [الإنجليزية] إلى الإنجليزية في عام 2016، ونشرتها أكاديمية البنغالية [الإنجليزية] في دكا تحت عنوان "محيط الحزن".

## الشخصيات الرئيسة
- الحسن بن علي، الأخ الأكبر للحسين، حفيد النبي محمد، وابن الخليفة علي بن أبي طالب وفاطمة الزهراء
- الحسين بن علي، الأخ الأصغر للحسن، حفيد النبي محمد، ابن الخليفة علي وفاطمة الزهراء
- يزيد بن معاوية (ابن أحد صحابة النبي محمد)، منافس الحسن والحسين على العرش
- شمر قاتل الحسين بأمر من يزيد

## روابط خارجية
- بيشاد شيندو في بنغلابيديا
- بيشاد شيندو في Archive.org
- بيشاد شيندو باللغة البنغالية